# Prionolabis harukonis
Prionolabis harukonis är en tvåvingeart som först beskrevs av Alexander 1934.  Prionolabis harukonis ingår i släktet Prionolabis och familjen småharkrankar.
Artens utbredningsområde är Taiwan. Inga underarter finns listade i Catalogue of Life.